# アツミカンアオイ
アツミカンアオイ（学名: Asarum rigescens）は、ウマノスズクサ科カンアオイ属の常緑の多年草。

## 特徴
葉は卵形または楕円形で、長さ6-11cm、幅5-9cmになり、先端はいくぶんとがり、基部は心形になる。葉質が厚く、葉脈に沿って強くへこみ、葉の表面は暗緑色で光沢があり、短毛が生え、雲紋状の斑が入り、点状の斑が入る。裏面は無毛。
花期は2-3月。花に花弁は無く、萼裂片が花弁状になる。花はふつう暗紫色。萼筒は筒形で筒上部はくびれず、長さ6-7mm、径10mmほどになり、喉部に口環がある。萼筒内壁には格子状に隆起した襞があり、縦襞は9-12列、横襞は3-4列ある。萼裂片は卵状三角形で、長さは萼筒とほぼ同長かやや短く、平開するかやや後方に反り返る。萼裂片の表面には短毛が密生する。雄蕊は12個ある。花柱は6個あって直立し、萼筒から突出しない。先端突起は短い角状になる。
葉や花の形はカンアオイ A. nipponicum によく似るが、本種は葉質に厚みがあり葉脈が深く落込み、花期が早春であることに違いがある。

## 分布と生育環境
日本固有種。本州の紀伊半島の三重県および和歌山県の南部に分布し、低山地や山地の広葉樹林の林床に生育する。
なお、サンインカンアオイと呼ばれる型が北陸地方の富山県から山陰地方の鳥取県にかけて分布しており、それを本種に含めると、本種の分布域は近畿地方の南部・北部、北陸地方と山陰地方の一部となる。

## 名前の由来
和名アツミカンアオイは、葉の質が「厚い」という意味でつけられたもので、前川文夫(1932)が新種記載の際に、和名を Atsumi-Kan-Aoi とした。
種小名（種形容語） rigescens は、「やや硬直な」の意味。

## ギャラリー

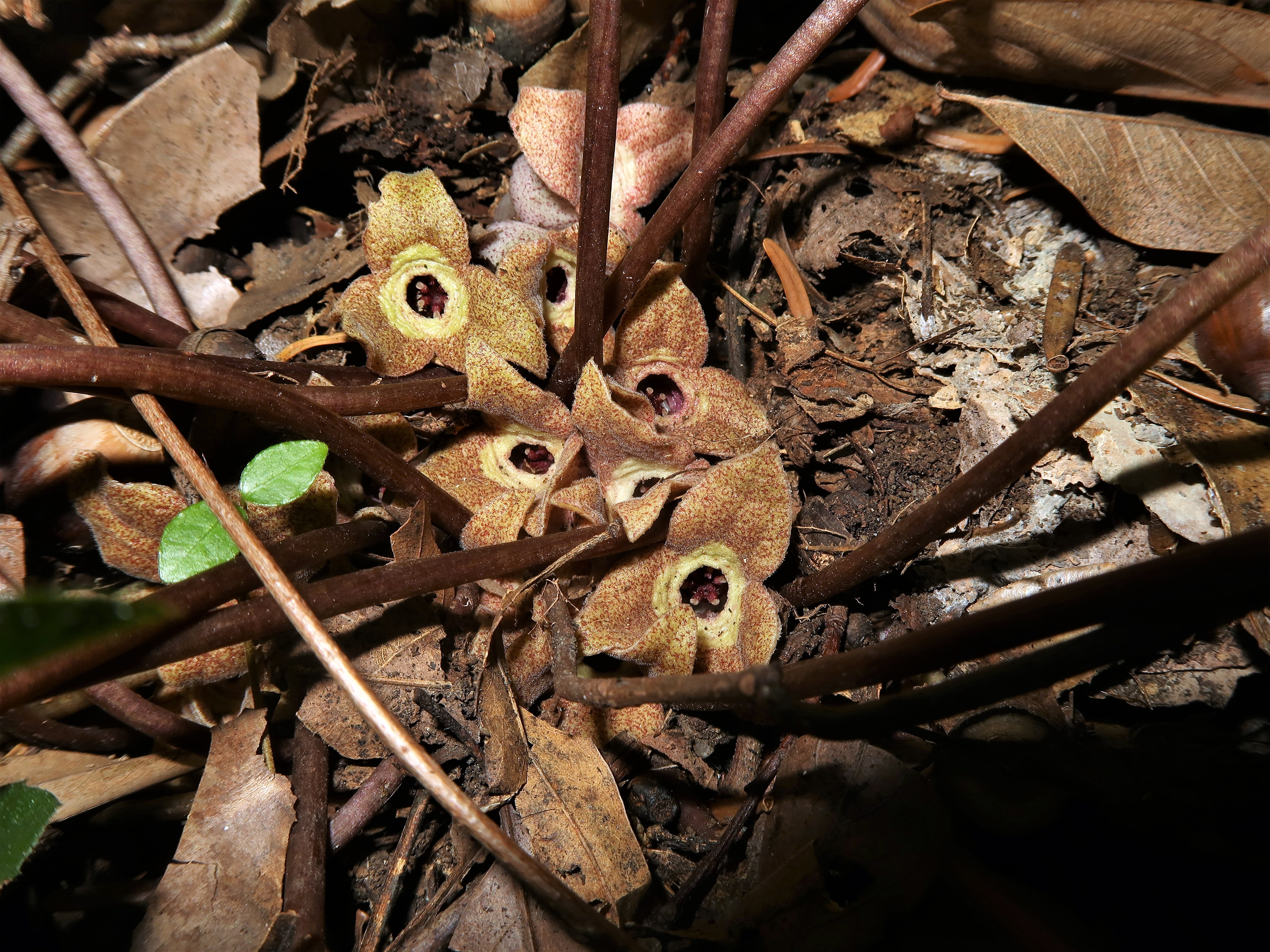
萼裂片は卵状三角形で、長さは萼筒とほぼ同長かやや短く、平開するかやや後方に反り返る。
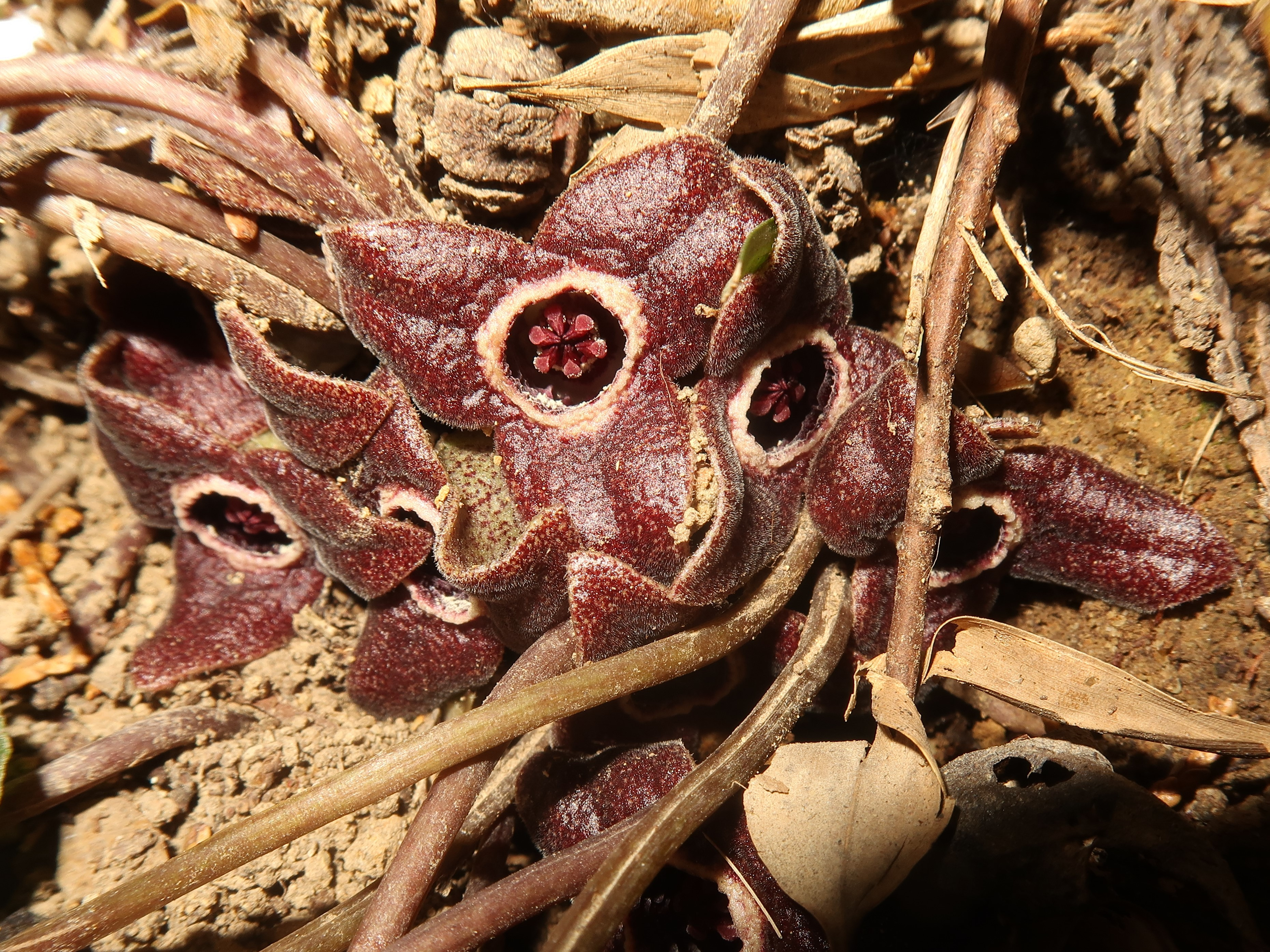
花はふつう暗紫色。喉部に口環がある。萼裂片の表面には短毛が密生する。
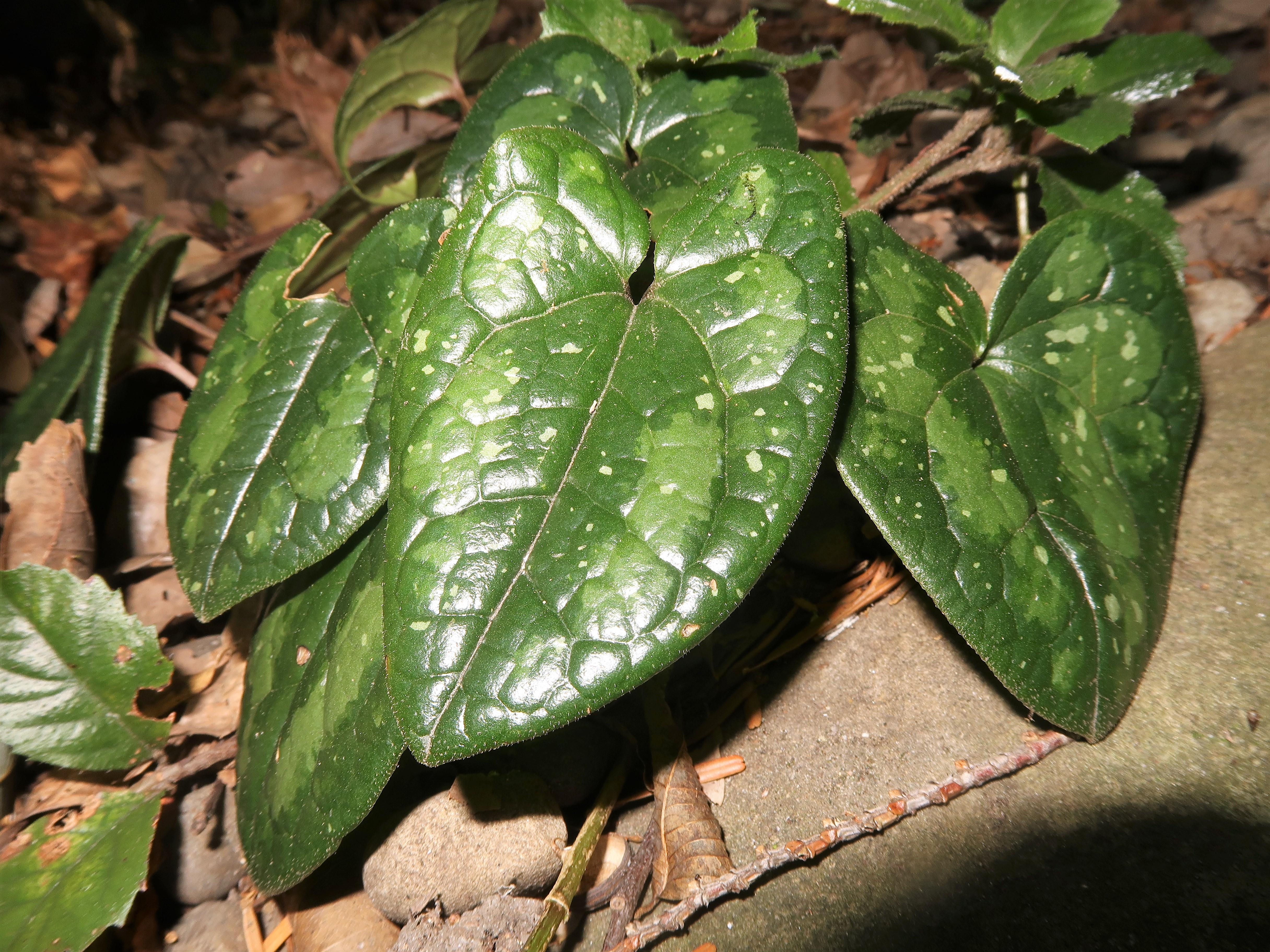
葉の表面は光沢があり、葉質が厚く、葉脈に沿って深くへこむ。
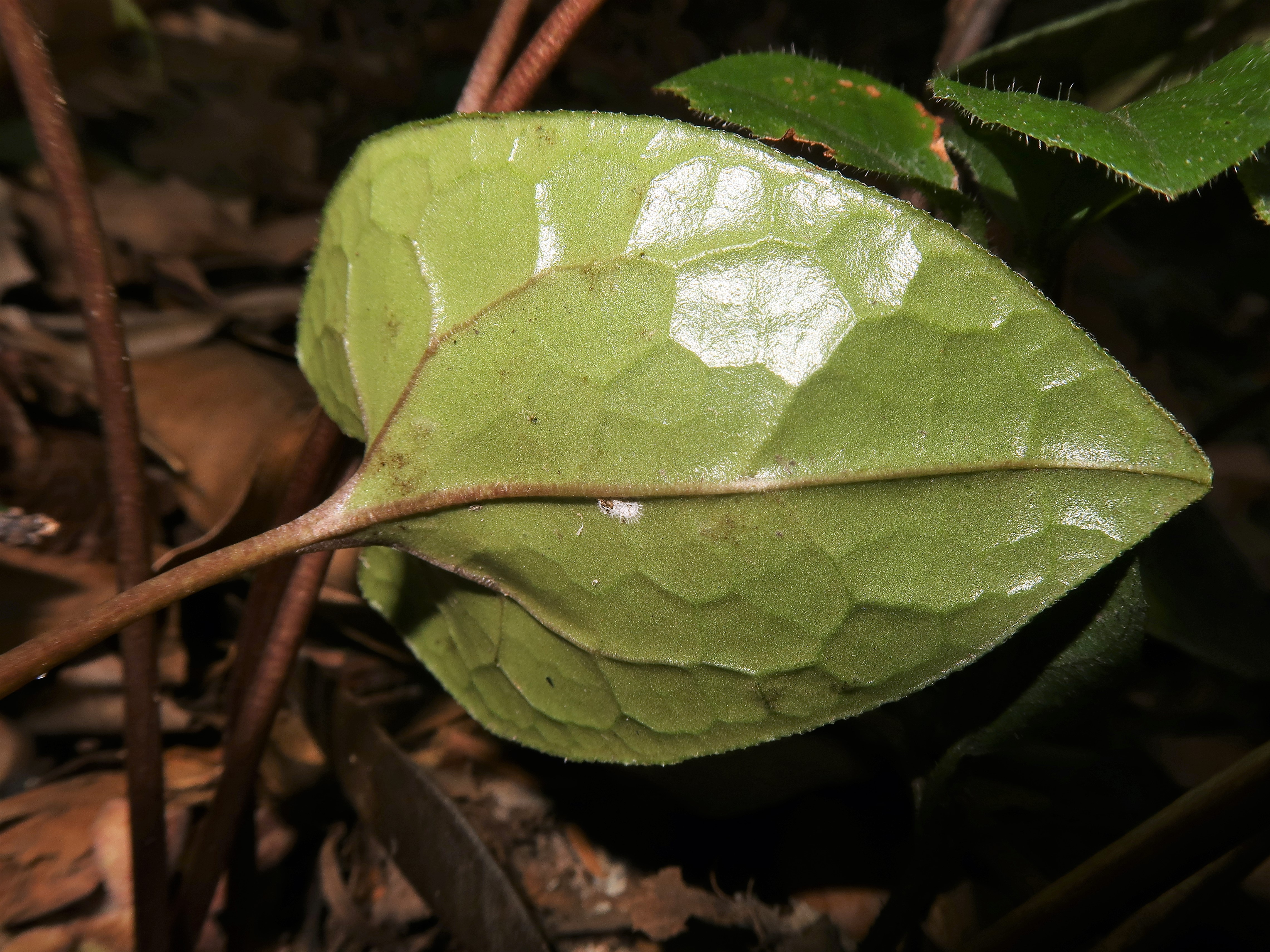
葉の裏面は無毛。

## 下位分類
スズカカンアオイ（鈴鹿寒葵）Asarum rigescens F.Maek. var. brachypodion T.Sugaw. - アツミカンアオイを基本種とする変種で、葉質はやや厚いが葉脈に沿ったへこみは基本種ほど顕著ではない。花の萼裂片の長さは萼筒よりはるかに長くなり、長三角形になる。萼筒内壁の格子状に隆起した襞は、縦襞が10列、横襞が3列ある。分布域は、静岡県中部以西から愛知県、岐阜県、三重県の鈴鹿山脈周辺となる。
変種名 brachypodion は、「短柄（脚）の」「短茎の」の意味。

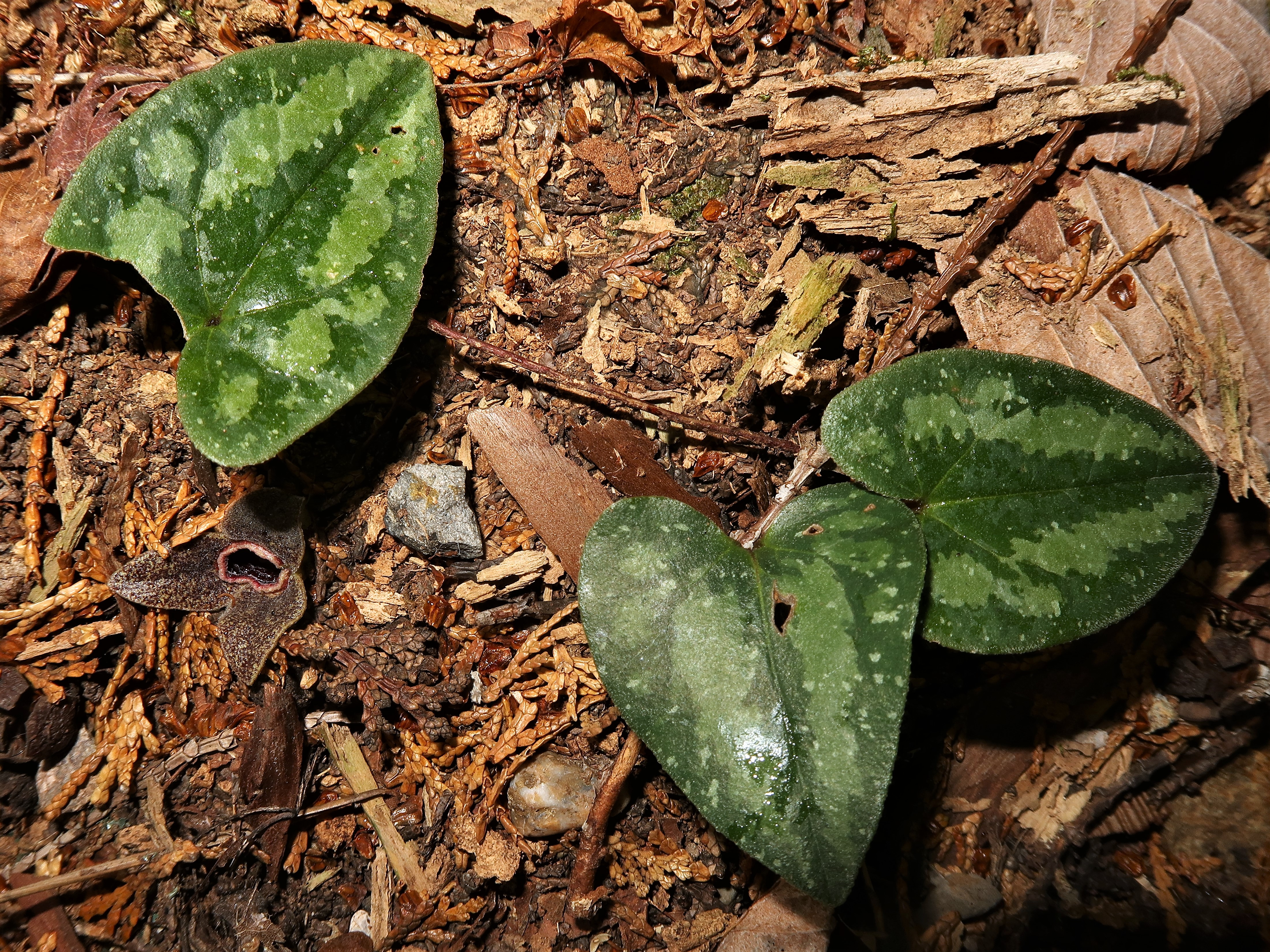
スズカカンアオイ 岐阜県東濃地区 2020年2月
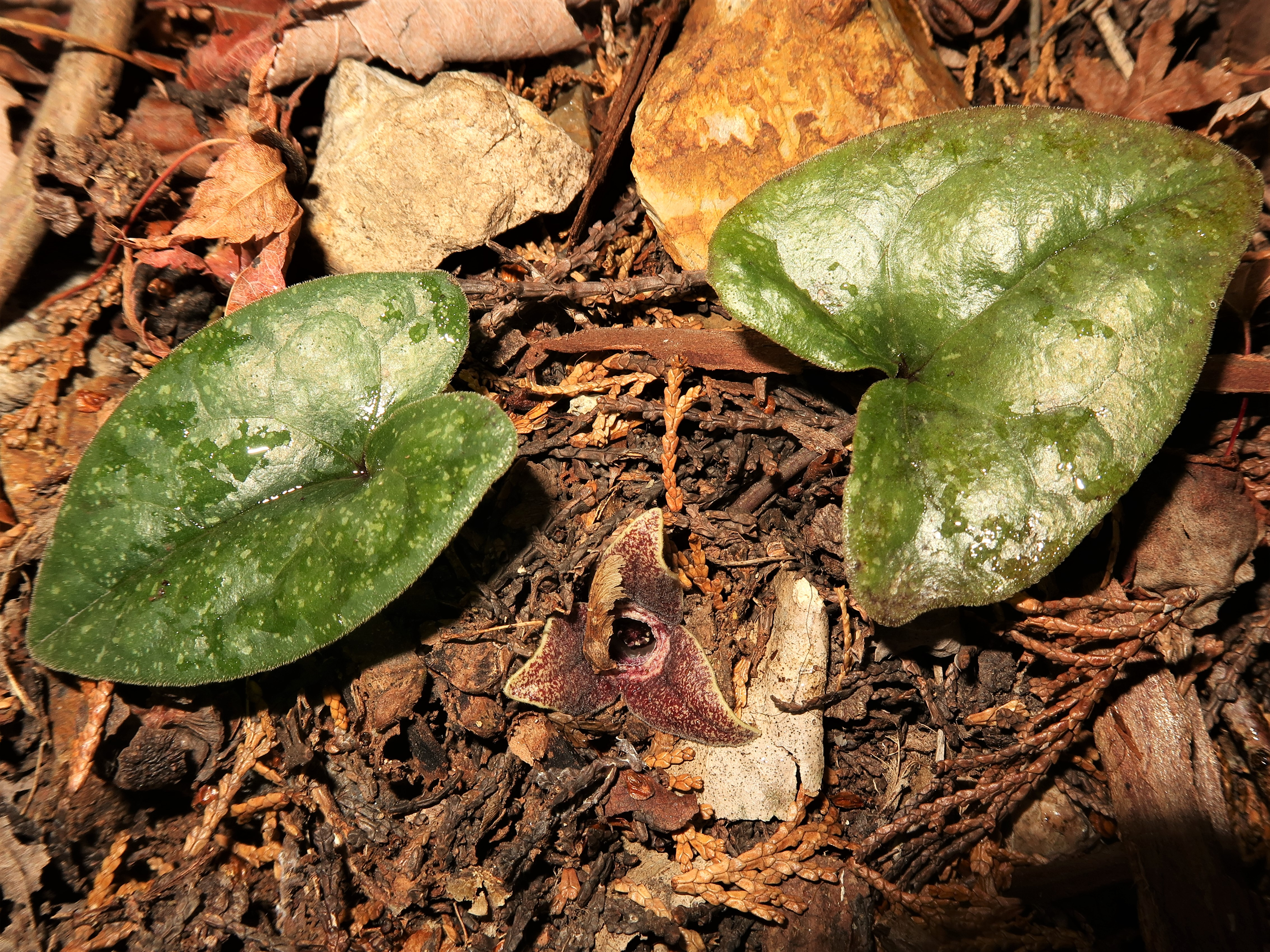
葉脈に沿ったへこみは基本種のアツミカンアオイほど顕著ではない。
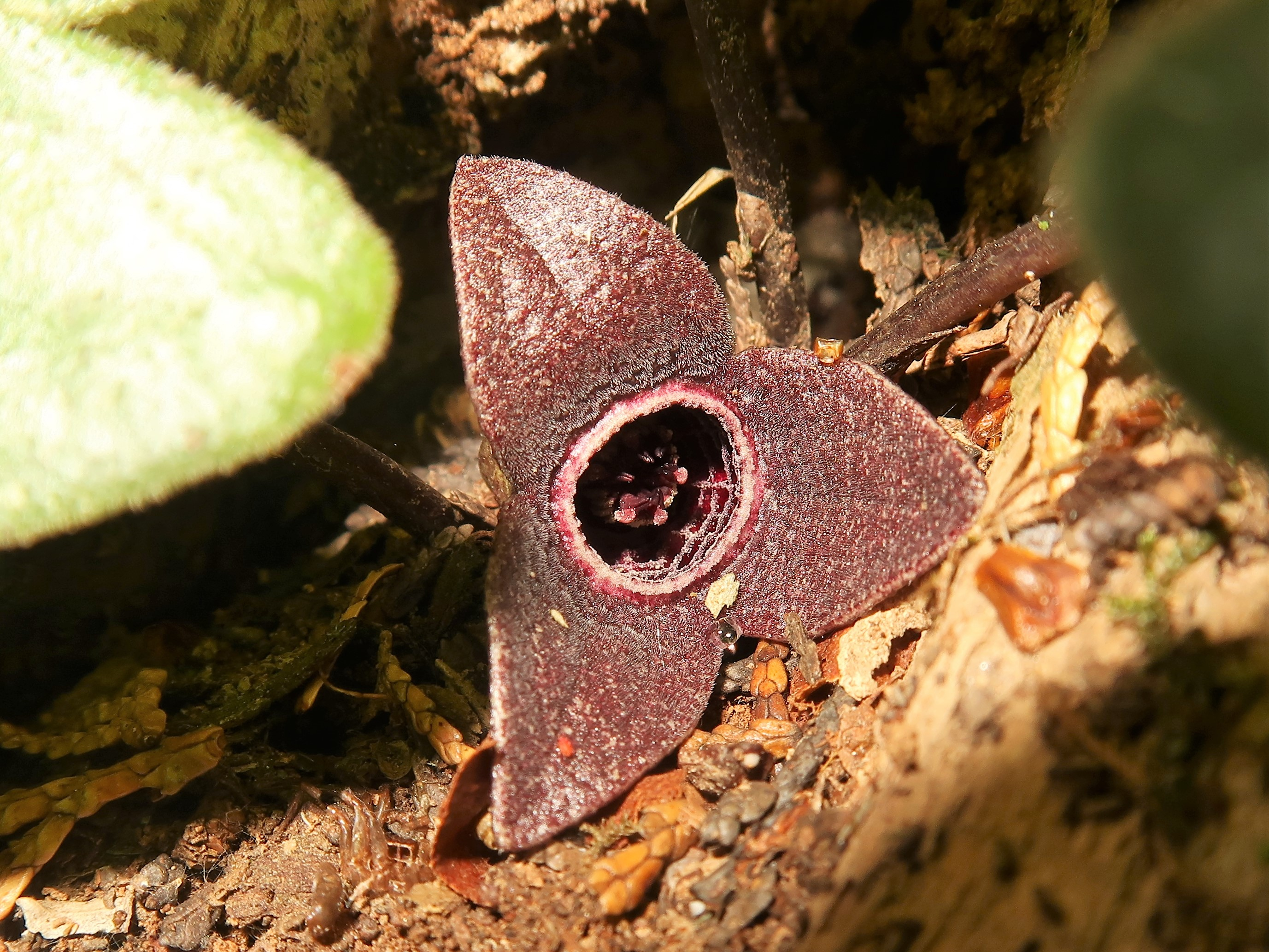
カンアオイに似るが、萼裂片は大型。
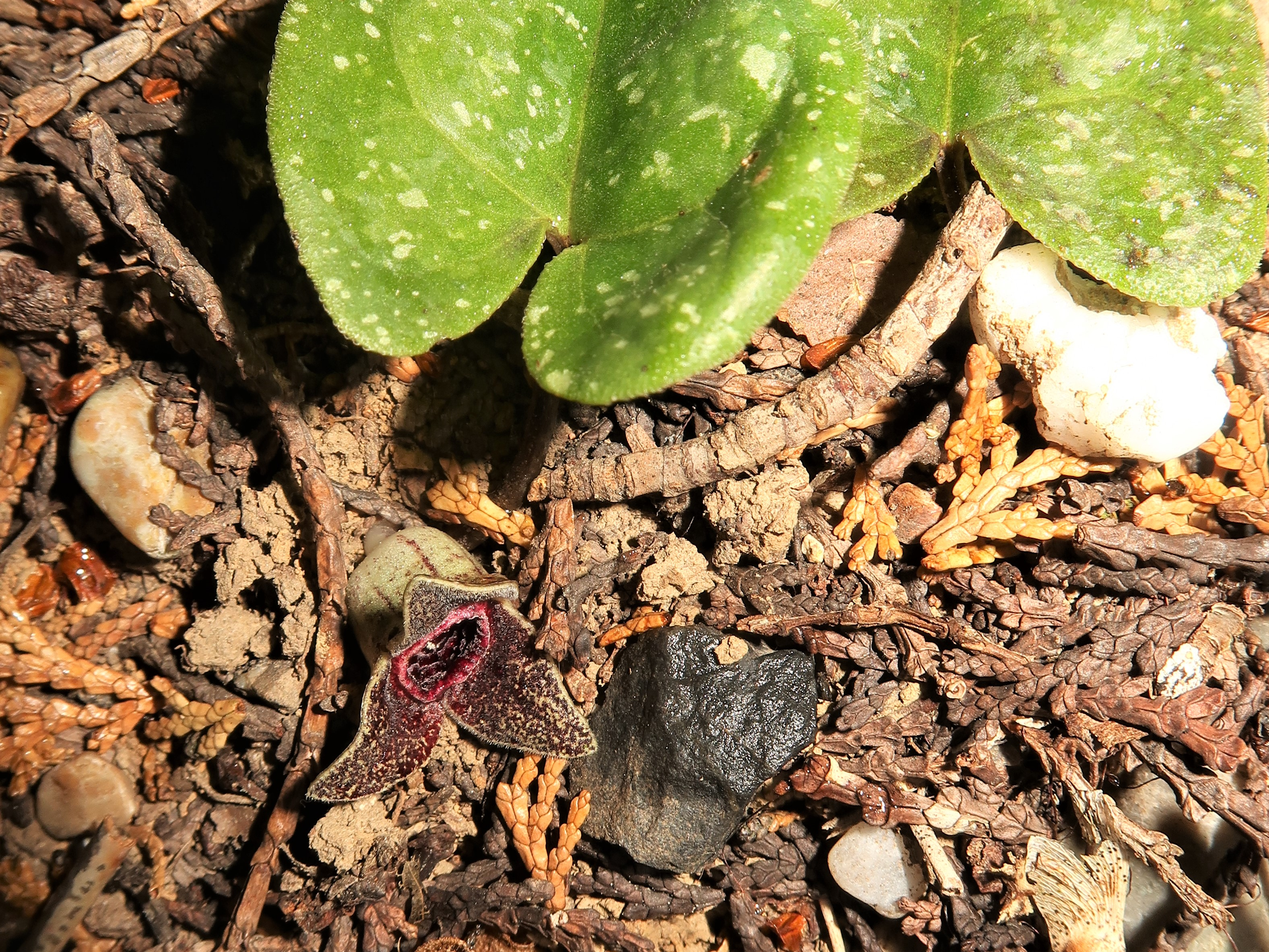
萼裂片の長さは萼筒よりはるかに長い。